# Публий Валерий Попликола
Вижте пояснителната страница за други личности с името Публий Валерий Попликола.
Публий Валерий Попликола също Публикола (на латински: Publius Valerius Poplicola; Publicola; † 503 пр.н.е.) e римски политик. Той е един от четиримата аристократи, които са начело на бунта довел до свалянето на царския режим в Рим и създаването на Римската република. Попликола е един от първите консули заедно с Луций Юний Брут през 509 пр.н.е.
Попликола e от богатия патрициански род Валерии — клон Попликола. Неговият баща е Валерий Волез, а брат му Марк Валерий Волуз e консул през 505 пр.н.е. Попликола има и дъщеря на име Валерия.
Когато Брут е убит в битката с етруските, той поема ръководството и изтласква етруските обратно. Връща се като победител в Рим и празнува своя триумф по улиците на града.
Създава длъжността квестор — човек, който управлява финансите на Рим. Попликола успява да убеди голяма част от сабините да се заселят в Рим. Един от тези племенни князе, сабинецът Атус Клавзус (Attus Clausus), е прародител на по-късните императори Тиберий и Клавдий.
Той е обичан от народа и бива избран три пъти за консул. Според списъка на консулите (fasti consulares) той е консул през 509, 508, 507 и 504 пр.н.е. През 503 пр.н.е. е убит в битка срещу едно от сабинските племена.
Неговите наследници през следващите векове са много уважавани в Рим. Единствено Валериите имат правото да погребват своите умрели в града зад градските стени.